# Saturejka
Saturejka (Satureja) je rod rostlin z čeledi hluchavkovitých (Lamiaceae), zahrnující okolo 40 druhů rozšířených v mírných a subtropických oblastech Starého světa. Mnohé jsou používány jako léčivé rostliny a koření.

## Popis
Jsou to jednoleté, dvouleté nebo vytrvalé aromatické byliny a polokeře dosahující výšky 15 až 50 centimetrů. Listy jsou čárkovité či úzce kopinaté, vstřícné, 1–3 cm dlouhé, celokrajné či mělce zubaté. Oboupohlavné květy tvoří chudé lichopřesleny; kalich je zvonkovitý a mírně dvoupyský, koruna dvoupyská, bílé, růžové nebo světle fialové barvy. Ze čtyř tyčinek jsou dvě kratší a dvě delší. Květy jsou opylovány hmyzem, plodem jsou hladké, vejčité tvrdky.

## Ekologie a rozšíření

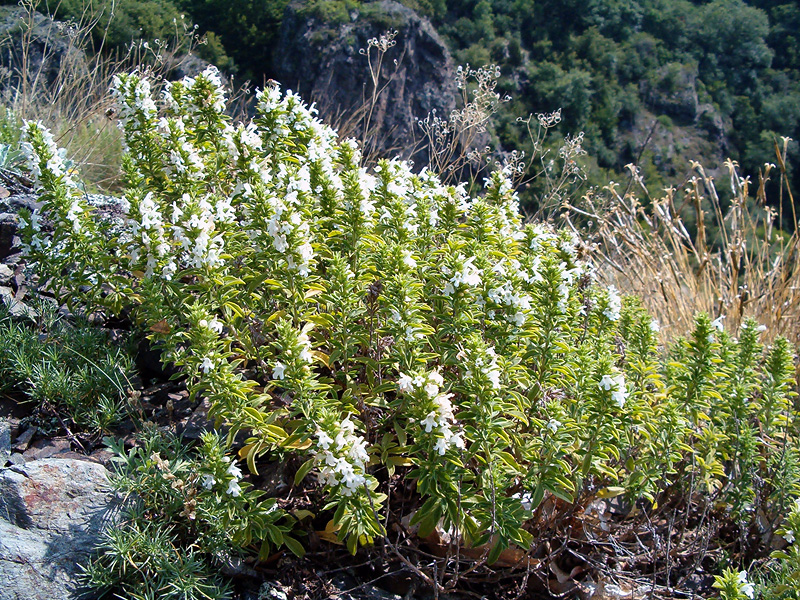
Rostlina na typickém stanovišti

Zástupci rodu se vyskytují především v teplejších mírných a subtropických oblastech Starého světa, s těžištěm areálu od Středomoří po Kavkaz a dále ve Střední Asii a severozápadní Číně. V Evropě je původních asi 12 druhů, z toho ve střední Evropě a potažmo české květeně žádný; některé zde mohou přechodně zplaňovat ze zahrad. Jejich obvyklým biotopem jsou suché křoviny (makchie, garrigue), travnaté meze a pastviny či kamenité a skalnaté svahy s nezapojenou vegetací, často na vápencových podkladech.

## Taxonomie a systematika

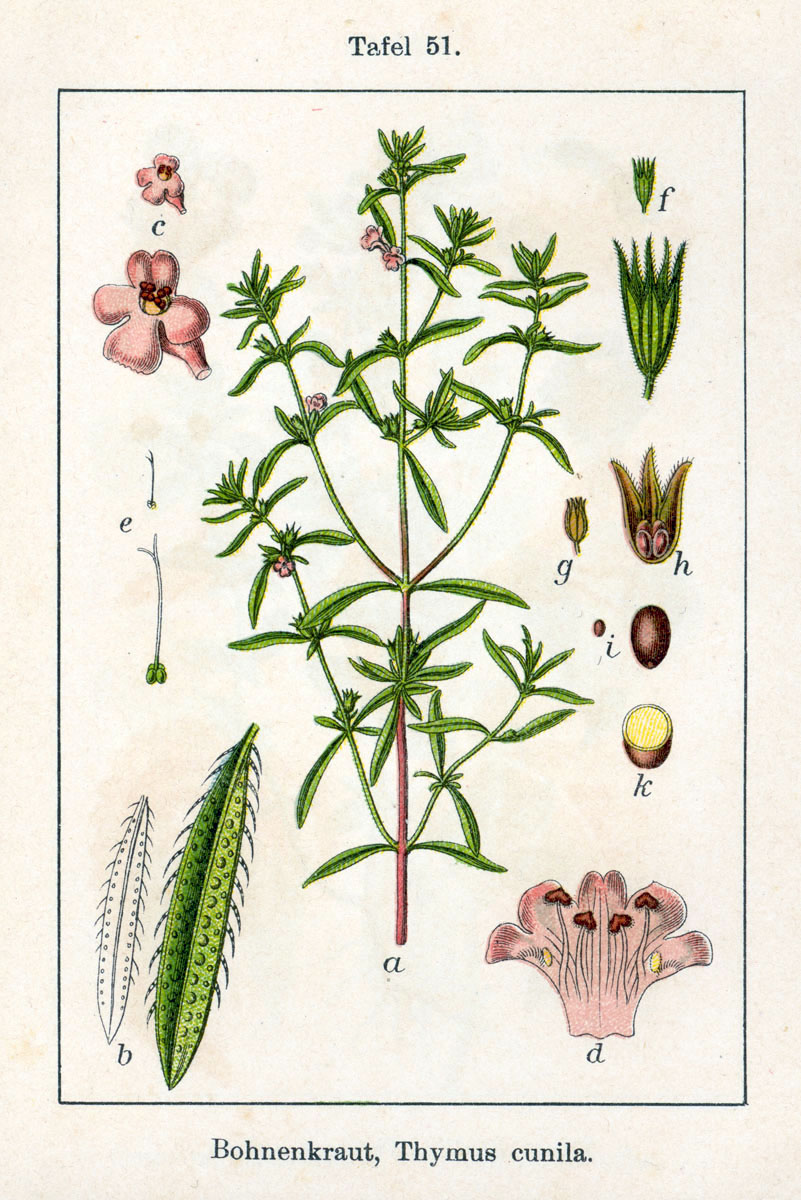
Saturejka zahradní – botanická ilustrace

V rámci čeledi hluchavkovitých patří do její největší podčeledi Nepetoideae a v ní dále do tribu Mentheae a subtribu Menthineae spolu s dalšími aromatickými bylinami. Lektotypem rodu je saturejka zahradní (S. hortensis). Taxonomické uspořádání rodu není doposud jednoznačně vyjasněno. Je součástí složité skupiny rodů Satureja – Micromeria – Acinos – Clinopodium, mezi nimiž docházelo a stále dochází k mnoha přesunům jednotlivých druhů. Do jiných rodů byli na základě molekulárních studií vyčleněni též všichni tropičtí zástupci.

### Vybraní zástupci
- Saturejka horská (Satureja montana)
- Saturejka zahradní (Satureja hortensis)
- Saturejka srstnatá (Satureja pilosa)
- Satureja parnassica
- Satureja cuneifolia
- Satureja spicigera
- Satureja thymbra[6][7]

## Využití

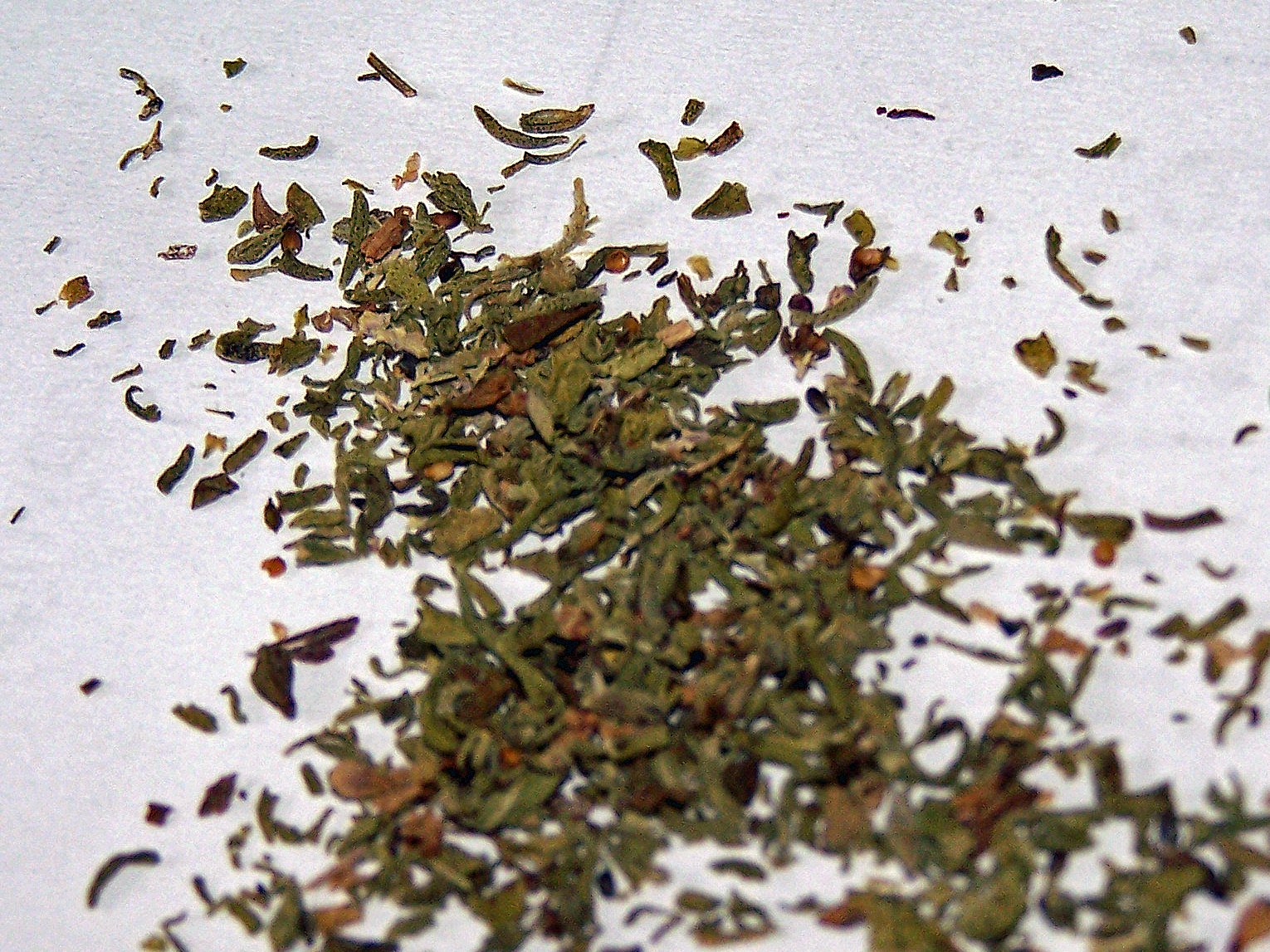
Saturejka jako koření

Saturejka je používána jako druh koření. Používá se nať. Je součástí provensálského koření a také směsi koření s názvem čubrica, která je oblíbená v balkánské kuchyni pro přípravu mletých i jiných mas, zapékané zeleniny, do slaných pomazánek, polévek a luštěninových pokrmů. V gastronomii se přidává do luštěnin, k bramborům, slaným pomazánkám. Dále do uzenin, k zelenině, zejména k zelí a kapustě. Tímto způsobem je používán především druh saturejka horská a saturejka zahradní.
Aromatické listy obsahující vonné silice (mj. karvakrol, cymol) se užívají též v lidovém léčitelství na žaludeční potíže, mají antibakteriální a antiseptické účinky. Vyrábějí se z nich též bylinné likéry. Saturejky rovněž patří k medonosným rostlinám, některé druhy jsou pěstovány jako okrasné rostliny.

## Pěstování
V českých podmínkách je poměrně běžně pěstována saturejka zahradní, méně často saturejka horská; další druhy zde nejsou spolehlivě mrazuvzdorné. Vyžadují vesměs lehké, živinami spíše chudší, dobře propustné a provzdušněné půdy a chráněné, plně osluněné stanoviště.

## Galerie

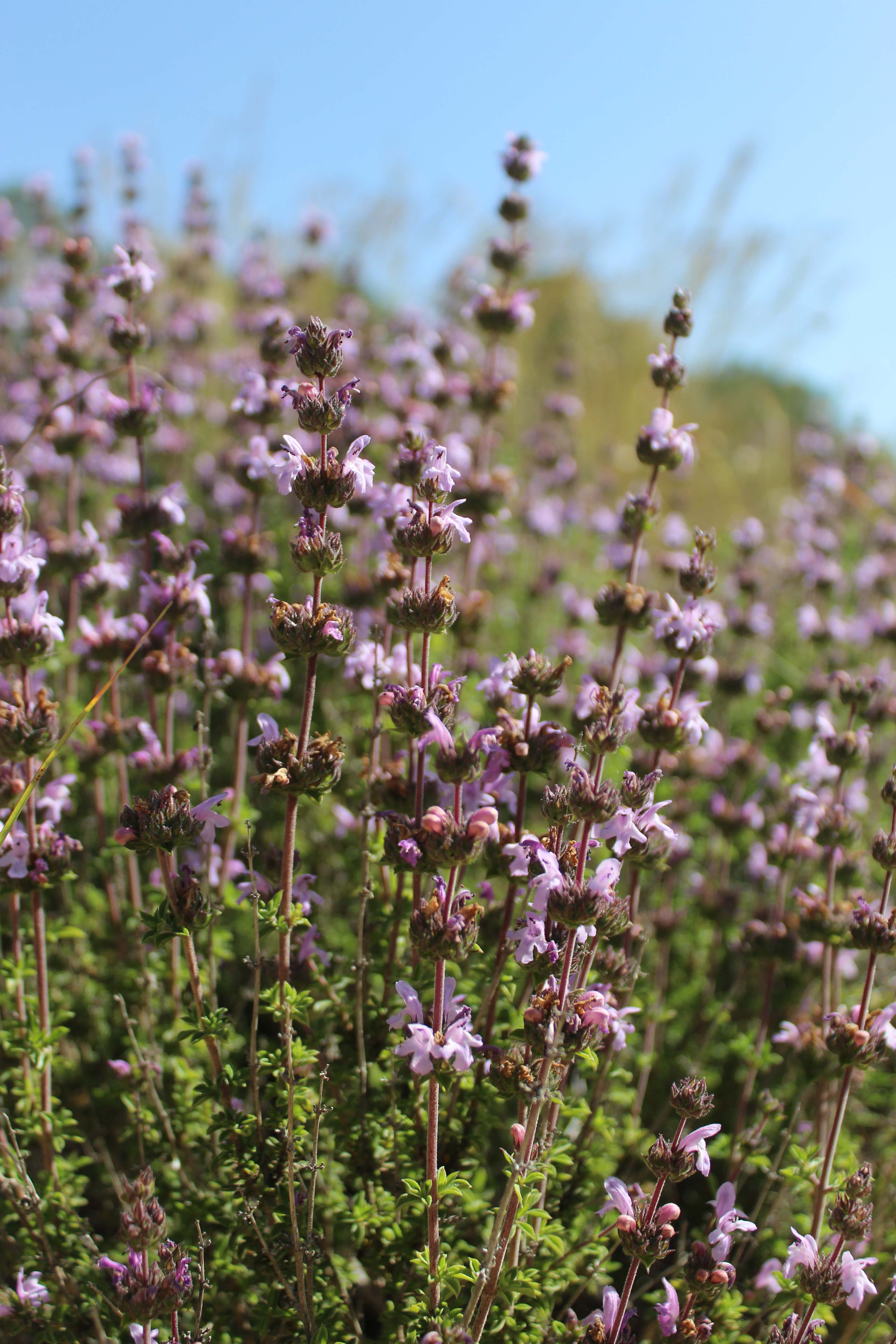
Satureja thymbra
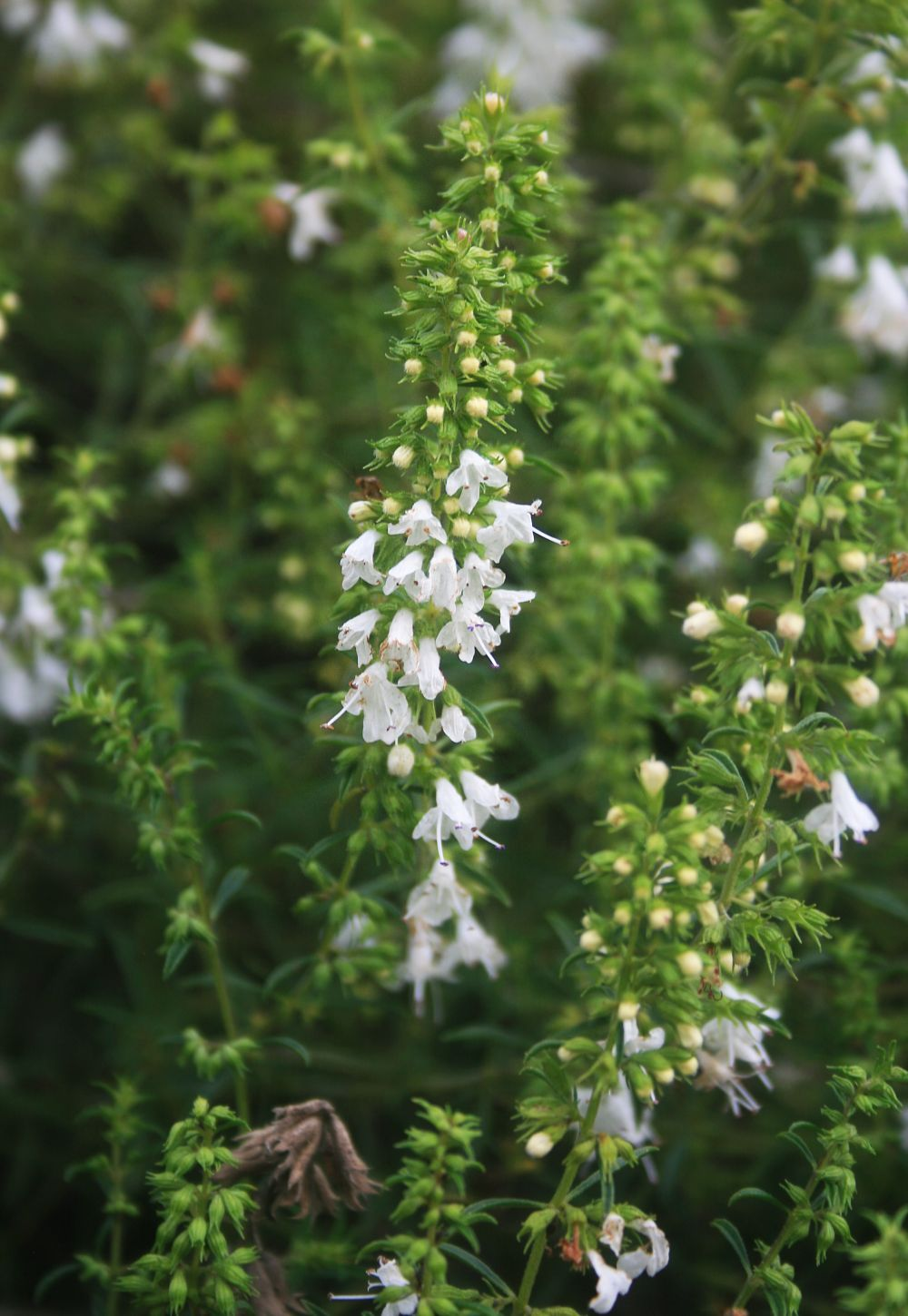
Satureja spicigera
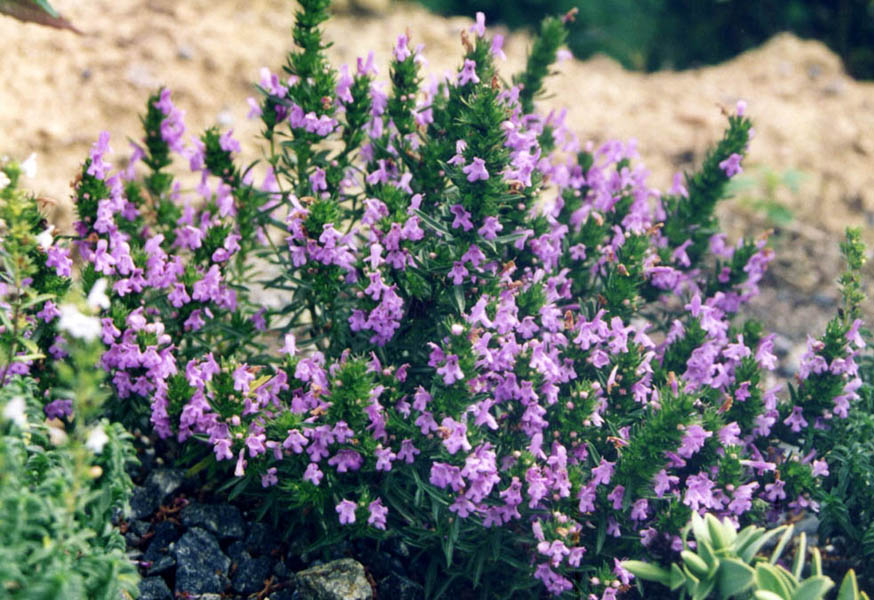
Satureja montana subsp. illyrica
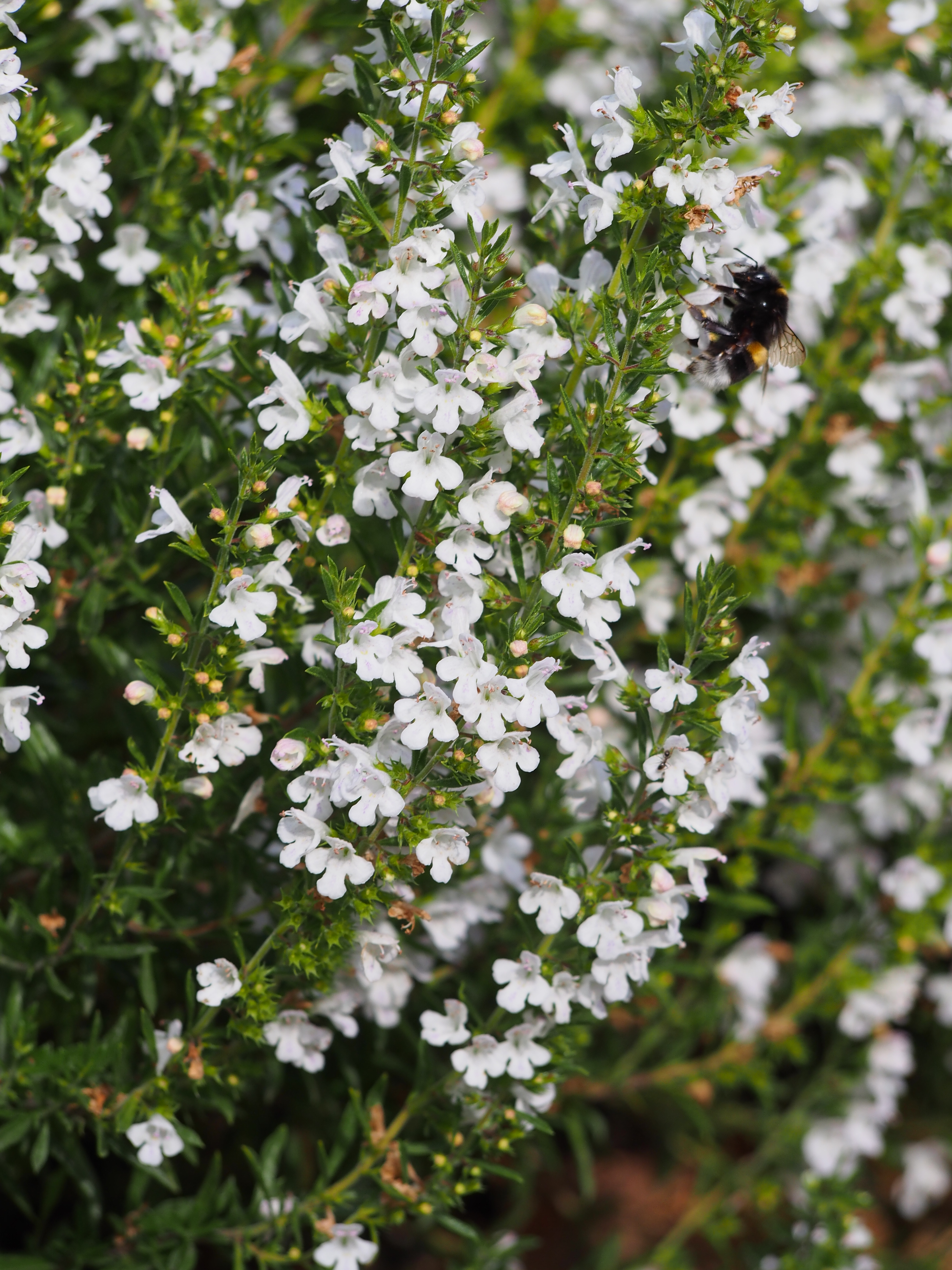
Saturejka horská, kultivar 'Coerulea'